# Межа Бекенштейна

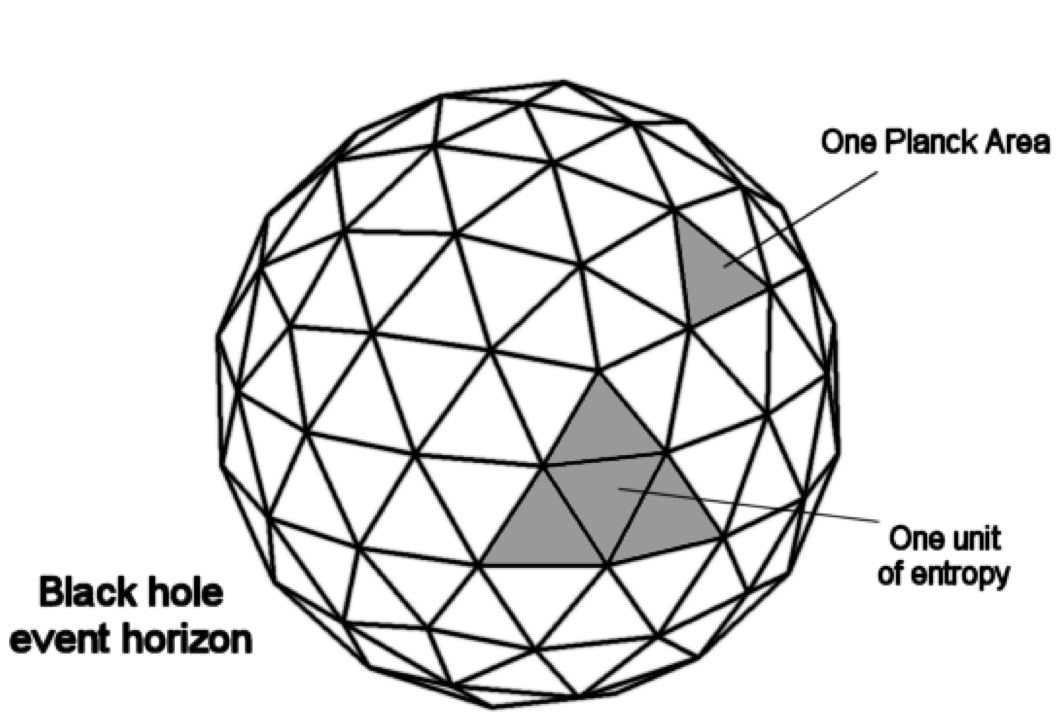
Відповідно до межі Бекенштейна ентропія чорної діри пропорційна числу планківських одиниць площі, які потрібні для покриття горизонту подій чорної діри.

Межа Бекенштейна — це верхня межа ентропії S, або кількості інформації I, які можуть міститися в заданій обмеженій області простору, що має скінченну кількість енергії; або, з іншого боку, максимальна кількість інформації, необхідна для ідеального опису заданої фізичної системи аж до квантового рівня. Мається на увазі, що інформація про фізичну систему, або інформація, необхідна для ідеального опису системи, повинна бути скінченною, якщо система займає скінченний простір і має скінченну енергію.
З точки зору інформатики це означає, що існує максимум швидкості обробки інформації (межа Бремерманна) для фізичної системи, яка має скінченні розміри і енергію, і що машина Тюринга з скінченними фізичними розмірами і необмеженої пам'яттю фізично не може бути реалізована.
Бекенштейн показав, що максимум ентропії, пов'язаний з тілом, досягається при перетворенні його в чорну діру. Іншими словами, при досягненні межі Бекенштейна носій інформації здійснює гравітаційний колапс, перетворюючись в чорну діру.

## Формули
Універсальне формулювання обмеження було спочатку відкрите Яаковом Бекенштейном як нерівність
{\displaystyle S\leqslant {\frac {2\pi kRE}{\hbar c}},}
де S — ентропія, k — стала Больцмана, R — радіус сфери, що охоплює цю систему, Е — сумарна маса-енергія, включаючи масу спокою, ħ — приведена стала Планка, а c — швидкість світла. Незважаючи на істотну роль гравітації, вираз не містить гравітаційної сталої G.
У застосуванні до інформації, обмеження формулюється у вигляді
{\displaystyle I\leqslant {\frac {2\pi RE}{\hbar c\ln 2}},}
де I — кількість інформації, виражена як число бітів, що містяться в квантових станах в сфері. Множник ln2 походить від визначення кількості інформації як логарифма за основою 2 від числа квантових станів ({\displaystyle I=log_{2}O}). Використовуючи еквівалентність маси і енергії, інформаційна межа може бути переформульована як
{\displaystyle I\leqslant {\frac {2\pi cRm}{\hbar \ln 2}}\approx 2{,}5769082\cdot 10^{43}mR,}
де m — маса системи в кілограмах, а радіус R виражений в метрах.

## Походження
Бекенштейн вивів межу, виходячи з евристичних аргументів, що стосуються чорних дір. Якщо існує система, що порушує межу, тобто має надлишок ентропії, тоді, як стверджував Бекенштейн, можна було б порушити другий закон термодинаміки, опустивши систему в чорну діру. У 1995 році Тед Джекобсон показав, що рівняння Ейнштейна (рівняння гравітаційного поля в загальній теорії відносності) можуть бути виведені з припущення про істинність межі Бекенштейна і законів термодинаміки. Однак, незважаючи на ряд запропонованих аргументів, які показували, що в тій чи іншій формі межа неминуче повинна існувати для взаємної несуперечливості законів термодинаміки і загальної теорії відносності, точне формулювання межі було предметом дискусій.

## Доведення у квантовій теорії поля
Доказ зв'язку Бекенштейна в рамках квантової теорії поля був наданий Казіні в 2008 році. Одним із найважливіших інсайтів доведення було знайти правильну інтерпретацію величин, що з’являються з обох сторін виразу.
Наївні визначення ентропії та густини енергії в квантовій теорії поля страждають від ультрафіолетової розбіжності. У випадку з межею Бекенштейна ультрафіолетових розбіжностей можна уникнути, взявши різницю між величинами, обчисленими в збудженому стані, і тими ж величинами, обчисленими у стані вакууму. Наприклад, для заданої  області простору {\displaystyle V} Казіні визначає ентропію ліворуч від межі Бекенштейна як: 
{\displaystyle S_{V}=S(\rho _{V})-S(\rho _{V}^{0})=-\mathrm {tr} (\rho _{V}\log \rho _{V})+\mathrm {tr} (\rho _{V}^{0}\log \rho _{V}^{0})}
де {\displaystyle S(\rho _{V})} - це ентропія фон Неймана зниженої матриці густини {\displaystyle \rho _{V}}, пов'язана з {\displaystyle V} у збудженому стані {\displaystyle \rho }, а {\displaystyle S(\rho _{V}^{0})} - відповідна ентропія фон Неймана для стану вакууму {\displaystyle \rho ^{0}}.
Праворуч від межі Бекенштейна важким моментом є суворе тлумачення величини {\displaystyle 2\pi RE}, де {\displaystyle R} є характерною шкалою довжини системи і {\displaystyle E} є характерною енергією. Цей виріб має ті самі одиниці виміру, що і генератор імпульсу Лоренца, і природним аналогом імпульсу в цій ситуації є модульний гамільтоніан стану вакууму {\displaystyle K=-\log \rho _{V}^{0}}. Казіні визначає праву частину межі Бекенштейна як різницю між значенням очікування модульного гамільтоніана в збудженому стані та вакуумному стані,
{\displaystyle K_{V}=\mathrm {tr} (K\rho _{V})-\mathrm {tr} (K\rho _{V}^{0}).}
Відповідно до цих визначень межа читається як
{\displaystyle S_{V}\leq K_{V},}
які можна переставити, щоб отримати
{\displaystyle \mathrm {tr} (\rho _{V}\log \rho _{V})-\mathrm {tr} (\rho _{V}\log \rho _{V}^{0})\geq 0.}.
Це просто твердження про позитивність відносної ентропії, що доводить межу Бекенштейна.

## Приклади

### Чорні діри
Ентропія тривимірних чорних дір, яка обчислюється за формулою Бекенштейна і Хокінга, точно насичує межу Бекенштейна:
{\displaystyle r_{s}={\frac {2GM}{c^{2}}},}
{\displaystyle A=4\pi r_{s}^{2}={\frac {16\pi G^{2}M^{2}}{c^{4}}},}
{\displaystyle l_{P}^{2}=\hbar G/c^{3},}
{\displaystyle S={\frac {kA}{4l_{P}^{2}}}={\frac {4\pi kGM^{2}}{\hbar c}},}
де k — стала Больцмана, A — двовимірна площа горизонту подій чорної діри в одиницях планківської довжини, {\displaystyle l_{P}^{2}=\hbar G/c^{3}}. Межа тісно пов'язана з термодинамікою чорних дір, голографічним принципом і голографічною межею Буссо в квантової гравітації і може бути виведена з передбачуваної сильної форми останнього.

### Людський мозок
У середньому людський мозок має масу 1,5 кг і об'ємом 1,26 л. Якщо мозок апроксимувати сферою, її радіус буде 6,7 см.
Межа Бекенштейна для кількості інформації в такому випадку складе близько {\displaystyle 2{,}6\cdot 10^{42}} біт, що представляє максимальну кількість інформації, необхідну для повного відтворення середнього людського мозку аж до квантового рівня, а кількість {\displaystyle O=2^{I}} квантових станів людського мозку має бути менше приблизно {\displaystyle 10^{7{,}8\cdot 10^{41}}}.